# Copa de las Naciones de Montreux
La Copa de las Naciones de Montreux es un prestigioso torneo amistoso de hockey patines que se realiza desde 1921 en la localidad suiza de Montreux, organizado por el Montreux Hockey Club. Actualmente este torneo es bienal y sigue manteniendo la tradición de realizarse coincidiendo con el periodo de Pascua, de hecho originalmente también era conocido como Torneo de Pascua. En este torneo han participado, dependiendo las ediciones, indistintamente selecciones nacionales y clubes. En las últimas ediciones se ha consolidado el modelo de invitar a siete de las principales selecciones nacionales del mundo, complentando el cuadro de participantes el club organizador Montreux Hockey Club. A partir de 2003 se instauró la challenge Marcel Monney para el equipo que gane la competición tres veces seguidas o cinco alternas. En 2007 la  selección de España se la quedó en propiedad y en 2013 selección de Portugal obtuvo el segundo trofeo (con una copa estéticamente diferente).
Aunque actualmente sea el torneo amistoso de mayor importancia a nivel mundial, en algunas épocas funcionó como Campeonato de Europa y Mundial.
El máximo ganador del torneo es Portugal (19).

## Historial
| Ed. | Año  | Campeón              | Subcampeón           | Nombre                          |
| --- | ---- | -------------------- | -------------------- | ------------------------------- |
| 1   | 1921 | Montreux Hockey Club | Sttutgard RC         | Torneo de Pascua                |
| 2   | 1922 | Montreux Hockey Club | Paris HC             | Torneo de Pascua                |
| 3   | 1923 | Inglaterra           | Montreux Hockey Club | Torneo de Pascua                |
| 4   | 1924 | Inglaterra           | Suiza                | Campeonato de Europa no oficial |
| 5   | 1925 | Inglaterra           | Suiza                | Campeonato de Europa no oficial |
| 6   | 1926 | Stade Bourdeaux      | Montreux Hockey Club | Torneo de Montreux              |
| 7   | 1927 | Inglaterra           | Francia              | Campeonato de Europa            |
| 8   | 1929 | Inglaterra           | Italia               | Campeonato de Europa            |
| 9   | 1930 | Faversham            | Stade Bourdeaux      | Torneo de Montreux              |
| 10  | 1931 | Inglaterra           | Francia              | Campeonato de Europa            |
| 11  | 1932 | Herne Bay United     | Sttutgard RC         | Copa de las Naciones            |
| 12  | 1933 | Sttutgard RC         | Montreux Hockey Club | Torneo de Montreux              |
| 13  | 1934 | Montreux Hockey Club | Sttutgard RC         | Torneo de Montreux              |
| 14  | 1935 | Italia (Juniors)     | Montreux Hockey Club | Torneo de Montreux              |
| 15  | 1935 | Montreux Hockey Club | Lyon HC              | Torneo de Pascua                |
| 16  | 1937 | Alemania             | Italia Juniors       | Copa de las Naciones            |
| 17  | 1938 | Herne Bay United     | Italia Nord          | Copa de las Naciones            |
| 18  | 1939 | Inglaterra           | Italia               | Campeonato Mundial              |
| 19  | 1941 | Montreux Hockey Club | Lyon HC              | Torneo de Pascua                |
| 20  | 1946 | HC Monza             | Lisboa               | Copa de las Naciones            |
| 21  | 1947 | Lisboa               | Herne Bay United     | Copa de las Naciones            |
| 22  | 1948 | Portugal             | Inglaterra           | Campeonato Mundial              |
| 23  | 1949 | Portugal             | RCD Español          | Copa de las Naciones            |
| 24  | 1950 | Inglaterra           | Portugal             | Copa de las Naciones            |
| 25  | 1951 | Bélgica              | Montreux Hockey Club | Copa de las Naciones            |
| 26  | 1952 | España               | Portugal             | Copa de las Naciones            |
| 27  | 1953 | RCD Español          | Portugal             | Copa de las Naciones            |
| 28  | 1954 | Portugal             | Montreux Hockey Club | Copa de las Naciones            |
| 29  | 1955 | Portugal             | España               | Copa de las Naciones            |
| 30  | 1956 | Portugal             | España               | Copa de las Naciones            |
| 31  | 1957 | España               | Portugal             | Copa de las Naciones            |
| 32  | 1958 | / Lourenço Marques   | España               | Copa de las Naciones            |
| 33  | 1959 | España               | Portugal             | Copa de las Naciones            |
| 34  | 1960 | España               | Portugal             | Copa de las Naciones            |
| 35  | 1961 | CP Voltregà          | SL Benfica           | Copa de las Naciones            |
| 36  | 1962 | SL Benfica           | HC Monza             | Copa de las Naciones            |
| 37  | 1963 | Portugal             | España               | Copa de las Naciones            |
| 38  | 1964 | España               | Montreux Hockey Club | Copa de las Naciones            |
| 39  | 1965 | Portugal             | España               | Copa de las Naciones            |
| 40  | 1967 | España               | Montreux Hockey Club | Copa de las Naciones            |
| 41  | 1968 | Portugal             | España               | Copa de las Naciones            |
| 42  | 1970 | Portugal             | CP Voltregà          | Copa de las Naciones            |
| 43  | 1971 | España               | Lisboa               | Copa de las Naciones            |
| 44  | 1973 | Portugal             | España               | Copa de las Naciones            |
| 45  | 1975 | España               | Portugal             | Copa de las Naciones            |
| 46  | 1976 | España               | Portugal             | Copa de las Naciones            |
| 47  | 1978 | FC Barcelona         | Portugal             | Copa de las Naciones            |
| 48  | 1980 | FC Barcelona         | Argentina            | Copa de las Naciones            |
| 49  | 1982 | Italia               | Argentina            | Copa de las Naciones            |
| 50  | 1984 | Portugal             | Reus Deportiu        | Copa de las Naciones            |
| 51  | 1987 | Portugal             | Argentina            | Copa de las Naciones            |
| 52  | 1989 | Argentina            | Hockey Novara        | Copa de las Naciones            |
| 53  | 1991 | España               | Portugal             | Copa de las Naciones            |
| 54  | 1993 | Argentina            | HC Monza             | Copa de las Naciones            |
| 55  | 1994 | Portugal             | Italia               | Copa de las Naciones            |
| 56  | 1995 | FC Barcelona         | Portugal             | Copa de las Naciones            |
| 57  | 1997 | Portugal             | España               | Copa de las Naciones            |
| 58  | 1999 | España               | Portugal             | Copa de las Naciones            |
| 59  | 2001 | España               | Portugal             | Copa de las Naciones            |
| 60  | 2003 | España               | Portugal             | Copa de las Naciones            |
| 61  | 2005 | España               | Portugal             | Copa de las Naciones            |
| 62  | 2007 | España               | Portugal             | Copa de las Naciones            |
| 63  | 2009 | Portugal             | España               | Copa de las Naciones            |
| 64  | 2011 | Portugal             | España               | Copa de las Naciones            |
| 65  | 2013 | Portugal             | España               | Copa de las Naciones            |
| 66  | 2015 | Portugal             | España               | Copa de las Naciones            |
| 67  | 2017 | Argentina            | Portugal             | Copa de las Naciones            |
| 68  | 2019 | Portugal             | Argentina            | Copa de las Naciones            |
| 69  | 2024 | Argentina            | Portugal             | Copa de las Naciones            |

## Palmarés del Torneo
| Equipo      | N.º |
| ----------- | --- |
| Portugal    | 19  |
| España      | 17  |
| Inglaterra  | 8   |
| Montreux HC | 5   |
| Argentina   | 4   |
| Alemania    | 1   |

| Equipo         | N.º |
| -------------- | --- |
| FC Barcelona   | 3   |
| Italia         | 2   |
| Herne Bay      | 2   |
| SL Benfica     | 1   |
| Stade Bordeaux | 1   |
| Faversham      | 1   |

| Equipo             | N.º |
| ------------------ | --- |
| Lisboa             | 1   |
| / Lourenço Marques | 1   |
| HC Monza           | 1   |
| Stuttgart          | 1   |
| Voltregà           | 1   |
| Bélgica            | 1   |
| RCD Español        | 1   |

## Ganadores de la challenge Marcel Monney
| Año  | Ganador  | Torneos           |
| ---- | -------- | ----------------- |
| 2007 | España   | 2003, 2005 y 2007 |
| 2013 | Portugal | 2009, 2011 y 2013 |